# Campionati del mondo di atletica leggera 2022 - Lancio del martello maschile
La gara del lancio del martello maschile dei campionati del mondo di atletica leggera 2022 si è svolta tra il 15 e il 16 luglio all'Hayward Field di Eugene, negli Stati Uniti d'America.

## Podio
| Pos.    | Atleta           | Nazionalità | Misura  |
| ------- | ---------------- | ----------- | ------- |
| Oro     | Paweł Fajdek     | Polonia     | 81,98 m |
| Argento | Wojciech Nowicki | Polonia     | 81,03 m |
| Bronzo  | Eivind Henriksen | Norvegia    | 80,87 m |

## Situazione pre-gara

### Record
Prima di questa competizione, il record del mondo (RM) e il record dei campionati (RC) erano i seguenti.
| Record                | Prestazione | Atleta                        | Data                               | Competizione  |
| --------------------- | ----------- | ----------------------------- | ---------------------------------- | ------------- |
| Record mondiale       | 86,74 m     | Jurij Sedych Unione Sovietica | 30 agosto 1986 Stoccarda, Germania | Europei 1986  |
| Record dei campionati | 83,63 m     | Ivan Cichan Bielorussia       | 27 agosto 2007 Osaka, Giappone     | Mondiali 2007 |

### Campioni in carica
I campioni in carica, a livello mondiale e olimpico, erano:
| Campione | Atleta                   | Prestazione | Data                          | Competizione         |
| -------- | ------------------------ | ----------- | ----------------------------- | -------------------- |
| Olimpico | Wojciech Nowicki Polonia | 82,52 m     | 4 agosto 2021 Tokyo, Giappone | Giochi olimpici 2021 |
| Mondiale | Paweł Fajdek Polonia     | 80,50 m     | 2 ottobre 2019 Doha, Qatar    | Mondiali 2019        |

### La stagione
Prima di questa gara, gli atleti con le migliori tre prestazioni dell'anno erano:
| Pos. | Atleta                                      | Prestazione | Data                           |
| ---- | ------------------------------------------- | ----------- | ------------------------------ |
| 1    | Wojciech Nowicki Polonia                    | 81,58 m     | 5 giugno 2022 Chorzów, Polonia |
| 2    | Valerij Pronkin Atleti Neutrali Autorizzati | 81,12 m     | 13 febbraio 2022 Soči, Russia  |
| 3    | Paweł Fajdek Polonia                        | 80,56 m     | 16 giugno 2022 Oslo, Norvegia  |

## Risultati

### Qualificazione
La gara si è svolta il 15 luglio, il gruppo A a partire dalle ore 9:05, mentre il gruppo B a partire dalle 10:30. Si è qualificato alla finale chi ha raggiunto i 77,50 m (Q) o le migliori 12 misure (q).
| Pos. | Gruppo | Atleta                | Nazionalità | 1ª prova | 2ª prova | 3ª prova | Misura | Note |
| ---- | ------ | --------------------- | ----------- | -------- | -------- | -------- | ------ | ---- |
| 1    | B      | Paweł Fajdek          | Polonia     | 74,63    | 80,09    | -        | 80,09  | Q    |
| 2    | A      | Daniel Haugh          | Stati Uniti | 74,56    | 77,13    | 79,34    | 79,34  | Q    |
| 3    | A      | Wojciech Nowicki      | Polonia     | 79,22    | -        | -        | 79,22  | Q    |
| 4    | B      | Bence Halász          | Ungheria    | 79,13    | -        | -        | 79,13  | Q    |
| 5    | B      | Rudy Winkler          | Stati Uniti | 76,97    | 78,61    | -        | 78,61  | Q    |
| 6    | A      | Eivind Henriksen      | Norvegia    | 78,12    | -        | -        | 78,12  | Q    |
| 7    | B      | Quentin Bigot         | Francia     | 75,62    | 77,95    | -        | 77,95  | Q    |
| 8    | B      | Mychajlo Kochan       | Ucraina     | 76,62    | 74,95    | 77,58    | 77,58  | Q    |
| 9    | A      | Nick Miller           | Regno Unito | 77,13    | x        | x        | 77,13  | q    |
| 10   | A      | Hrístos Frantzeskákis | Grecia      | 76,03    | 74,47    | 75,79    | 76,03  | q    |
| 11   | B      | Humberto Mansilla     | Cile        | 72,85    | 74,39    | 75,33    | 75,33  | q    |
| 12   | B      | Alex Young            | Stati Uniti | 74,67    | x        | 72,97    | 74,67  | q    |
| 13   | A      | Adam Keenan           | Canada      | 74,38    | 74,44    | 72,24    | 74,44  |      |
| 14   | B      | Javier Cienfuegos     | Spagna      | 73,16    | 72,43    | 74,25    | 74,25  |      |
| 15   | B      | Serghei Marghiev      | Moldavia    | 70,13    | 73,46    | 74,17    | 74,17  |      |
| 16   | A      | Diego del Real        | Messico     | 73,96    | 74,12    | 73,23    | 74,12  |      |
| 17   | B      | Rowan Hamilton        | Canada      | 73,58    | 74,02    | 72,26    | 74,02  |      |
| 18   | A      | Yann Chaussinand      | Francia     | 72,62    | 73,95    | x        | 73,95  |      |
| 19   | A      | Marcin Wrotyński      | Polonia     | 73,00    | 73,55    | 73,26    | 73,55  |      |
| 20   | B      | Ragnar Carlsson       | Svezia      | x        | 72,26    | 73,45    | 73,45  |      |
| 21   | B      | Thomas Mardal         | Norvegia    | 70,31    | x        | 72,90    | 72,90  |      |
| 22   | A      | Tristan Schwandke     | Germania    | 71,94    | 72,87    | 71,02    | 72,87  |      |
| 23   | A      | Tuomas Seppänen       | Finlandia   | 72,63    | 72,29    | 72,81    | 72,81  |      |
| 24   | A      | Hilmar Örn Jónsson    | Islanda     | 72,36    | 72,72    | x        | 72,72  |      |
| 25   | B      | Michail Anastasakis   | Grecia      | 70,35    | 70,03    | 72,40    | 72,40  |      |
| 26   | B      | Allan Wolski          | Brasile     | x        | 69,56    | 71,27    | 71,27  |      |
| 27   | B      | Aaron Kangas          | Finlandia   | 69,69    | 69,64    | 68,35    | 69,69  |      |
| 28   | A      | Joaquín Gómez         | Argentina   | 69,03    | 68,41    | x        | 69,03  |      |
| -    | A      | Denzel Comenentia     | Paesi Bassi | x        | x        | x        | nm     |      |
| -    | A      | Gabriel Kehr          | Cile        | dns      | dns      | dns      | dns    | dns  |

### Finale
La finale si è svolta il 16 luglio 2022 a partire dalle ore 12:00.
| Pos.    | Atleta                 | Nazionalità   | 1ª prova | 2ª prova | 3ª prova | 4ª prova | 5ª prova | 6ª prova | Misura  | Note                                     |
| ------- | ---------------------- | ------------- | -------- | -------- | -------- | -------- | -------- | -------- | ------- | ---------------------------------------- |
| Oro     | Paweł Fajdek           | Polonia       | 74,71 m  | 80,58 m  | 81,98 m  | 79,13 m  | x        | x        | 81,98 m | Miglior prestazione mondiale stagionale  |
| Argento | Wojciech Nowicki       | Polonia       | 77,40 m  | 80,07 m  | 81,03 m  | x        | 79,45 m  | 79,53 m  | 81,03 m |                                          |
| Bronzo  | Eivind Henriksen       | Norvegia      | 78,89 m  | 80,87 m  | x        | 75,55 m  | 77,74 m  | 78,19 m  | 80,87 m | Miglior prestazione personale stagionale |
| 4       | Quentin Bigot          | Francia       | 79,52 m  | 78,86 m  | 80,24 m  | 79,94 m  | 79,85 m  | 79,38 m  | 80,24 m |                                          |
| 5       | Bence Halász           | Ungheria      | 79,12 m  | 79,46 m  | 80,15 m  | x        | 78,77 m  | 79,07 m  | 80,15 m | Miglior prestazione personale stagionale |
| 6       | Rudy Winkler           | Stati Uniti   | 78,91 m  | 77,49 m  | x        | 78,51 m  | 78,99 m  | 78,89 m  | 78,99 m |                                          |
| 7       | Mykhaylo Kokhan        | Ucraina       | 78,07 m  | 78,83 m  | x        | 77,94 m  | 78,16 m  | 77,97 m  | 78,83 m | Miglior prestazione personale stagionale |
| 8       | Daniel Haugh           | Stati Uniti   | 76,80 m  | 78,10 m  | x        | 76,52 m  | 77,71 m  | x        | 78,10 m |                                          |
| 9       | Christos Frantzeskakis | Grecia        | 77,04 m  | 74,34 m  | 76,74 m  |          |          |          | 77,04 m |                                          |
| 10      | Humberto Mansilla      | Cile          | 73,91 m  | 71,71 m  | 73,05 m  |          |          |          | 73,91 m |                                          |
| 11      | Nick Miller            | Gran Bretagna | x        | x        | 73,74 m  |          |          |          | 73,74 m |                                          |
| 12      | Alex Young             | Stati Uniti   | 73,60 m  | 73,53 m  | x        |          |          |          | 73,60 m |                                          |